# Sadachbia
Sadachbia (auch Sadalachbia, arabisch سعد الأخبية, DMG saʿd al-aḫbīya ‚Glücksstern der Zelte‘) ist der Name des Sterns Gamma Aquarii (γ Aquarii) im Sternbild Wassermann.
Sadachbia ist ein Hauptreihenstern, gehört der Spektralklasse A0V an und besitzt eine scheinbare Helligkeit von 3,84m. Nach Parallaxen-Messungen der Raumsonde Gaia ist er ca. 126 Lichtjahre von der Sonne entfernt. Die Vorgängersonde Hipparcos maß allerdings eine größere Entfernung von etwa 164 Lichtjahren.